# غوستاف هايس
غوستاف هايس (بالإنجليزية: Gustave Marinius Heiss)‏ هو مبارز بالسيف أمريكي، ولد في 4 نوفمبر 1904 في ميريديان في الولايات المتحدة، وتوفي في 7 يونيو 1982 في مقاطعة أرلنغتون في الولايات المتحدة.

## وصلات خارجية
- غوستاف هايس على موقع اللجنة الأولمبية الدولية (الإنجليزية)
- غوستاف هايس على موقع أوليمبيديا (الإنجليزية)